# Nikolas Benckiser
Nikolas Benckiser (* 30. Oktober 1903 in Sinzheim, Baden; †  12. Oktober 1987 in Fremersberg) war ein deutscher Journalist und Publizist.  Er war Mitherausgeber der Frankfurter Allgemeinen Zeitung (FAZ).

## Werdegang
Benckiser wurde als Sohn eines Weinbauern geboren. Er besuchte das humanistische Gymnasium in Karlsruhe. Nach einer Bankausbildung nahm er ein Studium der Kunstgeschichte und Rechtswissenschaft auf, wandte sich aber alsbald der Volkswirtschaftslehre zu.
Benckiser studierte an den Universitäten in München und Wien. An der Universität Freiburg wurde er 1927 zum Dr. rer. pol. promoviert. Nach Reisen und Auslandsaufenthalten bewarb er sich bei der Frankfurter Zeitung (FZ). Von 1928 bis 1933 war er Stadt-Korrespondent in London, 1933 bis 1939 Korrespondent mit Sitz in Rom und von 1939 bis 1944 Korrespondent der FZ für das gesamte Südeuropa mit Sitz in Budapest. 1944 wurde er von der Gestapo verhaftet.
Nach Kriegsende nahm er seine journalistische Tätigkeit in Wien wieder auf. Ab 1949 war er Korrespondent der Deutschen Zeitung und Wirtschaftszeitung in Paris. 1957 wechselte er als außenpolitischer Redakteur zur Frankfurter Allgemeinen Zeitung nach Frankfurt am Main. 1966 wurde er – bis zu seinem Ruhestand 1974 – zum Mitherausgeber der FAZ berufen.

## Schriften
Als Autor:
- Textil-Land und Textil-Leute. Eindrücke von einer Reise durch Lancashire und Yorkshire (Sonderabdruck aus der Frankfurter Zeitung), Societäts-Druckerei, Frankfurt am Main, 1930
- Tage wie Schwestern, Knecht, Frankfurt am Main, 1958
- Gärtnerei aus Liebe, Knecht, Frankfurt am Main, 1960
- Liebe zu Bäumen, Knecht, Frankfurt am Main, 1961
- Sehnsucht nach dem Lande, Knecht, Frankfurt am Main, 1963
- Tanz mit dem Cello, Knecht, Frankfurt am Main, 1966
- Gute Welt, du gehst so stille, Knecht, Frankfurt am Main, 1970

Als Herausgeber:
- Glossen der Frankfurter Allgemeinen Zeitung über gutes und schlechtes Deutsch. Vier Bände, Societätsverlag, Frankfurt am Main, 1961ff.
- Deutsche Landschaften. Drei Bände, Societätsverlag, Frankfurt am Main, 1972

## Ehrungen
- 1975: Großes Verdienstkreuz der Bundesrepublik Deutschland